# N-acetilgalaktozaminil-proteoglikan 3-b-glukuronoziltransferaza
N-acetilgalaktozaminil-proteoglikan 3-b-glukuronoziltransferaza (EC 2.4.1.226, hondroitinska glukuroniltransferaza II, alfa-D-glukuronat:-acetil-beta--galaktozaminil-(1->4)-beta--glukuronazil-proteoglikan 3-beta-glukuronaziltransferaza) je enzim sa sistematskim imenom UDP-alfa--glukuronat:-acetil-beta--galaktozaminil-(1->4)-beta--glukuronazil-proteoglikan 3-beta-glukuronaziltransferaza. Ovaj enzim katalizuje sledeću hemijsku reakciju
UDP-alfa--glukuronat + N-acetil-beta--galaktozaminil-(1->4)-beta--glukuronazil-proteoglikan {\displaystyle \rightleftharpoons } UDP + beta-D-glukuronazil-(1->3)-N-acetil-beta--galaktozaminil-(1->4)-beta--glukuronazil-proteoglikan
Ovaj enzim učestvuje u biosintezi hondroitina i dermatan sulfata.

## Literatura
- Nicholas C. Price; Lewis Stevens (1999). Fundamentals of Enzymology: The Cell and Molecular Biology of Catalytic Proteins (Third изд.). USA: Oxford University Press. ISBN 019850229X.
- Eric J. Toone (2006). Advances in Enzymology and Related Areas of Molecular Biology, Protein Evolution (Volume 75 изд.). Wiley-Interscience. ISBN 0471205036.
- Branden C; Tooze J. Introduction to Protein Structure. New York, NY: Garland Publishing. ISBN 0-8153-2305-0.
- Irwin H. Segel. Enzyme Kinetics: Behavior and Analysis of Rapid Equilibrium and Steady-State Enzyme Systems (Book 44 изд.). Wiley Classics Library. ISBN 0471303097.

## Spoljašnje veze
- N-acetylgalactosaminyl-proteoglycan+3-beta-glucuronosyltransferase на 